# Kremlin (Montana)
Kremlin es un lugar designado por el censo ubicado en el condado de Hill en el estado estadounidense de Montana. En el Censo de 2010 tenía una población de 98 habitantes y una densidad poblacional de 85,8 personas por km².

## Geografía
Kremlin se encuentra ubicado en las coordenadas 48°34′14″N 110°5′10″O / 48.57056, -110.08611. Según la Oficina del Censo de los Estados Unidos, Kremlin tiene una superficie total de 1.14 km², de la cual 1.14 km² corresponden a tierra firme y (0%) 0 km² es agua.

## Demografía
Según el censo de 2010, había 98 personas residiendo en Kremlin. La densidad de población era de 85,8 hab./km². De los 98 habitantes, Kremlin estaba compuesto por el 97.96% blancos, el 0% eran afroamericanos, el 2.04% eran amerindios, el 0% eran asiáticos, el 0% eran isleños del Pacífico, el 0% eran de otras razas y el 0% pertenecían a dos o más razas. Del total de la población el 0% eran hispanos o latinos de cualquier raza.